# Black Celebration
Black Celebration (en español, Celebración negra) es el quinto álbum del grupo inglés de música electrónica, Depeche Mode (David Gahan, Andrew Fletcher, Martin Gore, Alan Wilder), producido durante 1985-86 y publicado en 1986.
Fue producido por el grupo, Daniel Miller y el ingeniero Gareth Jones. Todos los temas fueron escritos por Martin Gore.
Con motivo del disco, Depeche Mode realizó durante 1986 la gira Black Celebration Tour.
Junto al EP People Are People (1984), son los únicos que toman su nombre de una de sus canciones.

## Listado de canciones
El álbum apareció en tres formatos, el estándar en disco de vinilo, en disco compacto y por último en casete de cinta magnética de audio, aunque lo más notable fueron las diferencias de contenido entre los lanzamientos europeos y norteamericanos. Posteriormente y en la actualidad se le encuentra en streaming.
Edición en LP
| Lado A |                                 |          |  |
| N.º    | Título                          | Duración |  |
| 1.     | «Black Celebration»             | 4:55     |  |
| 2.     | «Fly on the Windscreen» (Final) | 5:18     |  |
| 3.     | «A Question of Lust»            | 4:20     |  |
| 4.     | «Sometimes»                     | 1:53     |  |
| 5.     | «It Doesn't Matter Two»         | 2:50     |  |

| Lado B |                         |          |  |
| N.º    | Título                  | Duración |  |
| 1.     | «A Question of Time»    | 4:10     |  |
| 2.     | «Stripped»              | 4:16     |  |
| 3.     | «Here is the House»     | 4:15     |  |
| 4.     | «World Full of Nothing» | 2:50     |  |
| 5.     | «Dressed in Black»      | 2:32     |  |
| 6.     | «New Dress»             | 3:42     |  |

| Pista adicional en lado B de la edición americana |                   |          |  |
| N.º                                               | Título            | Duración |  |
| 7.                                                | «But Not Tonight» | 4:15     |  |

Edición americana en CD
Tuvo el mismo contenido que su versión en LP para aquella región del mundo.

| Black Celebration |                                 |          |  |
| N.º               | Título                          | Duración |  |
| 1.                | «Black Celebration»             | 4:55     |  |
| 2.                | «Fly on the Windscreen» (Final) | 5:18     |  |
| 3.                | «A Question of Lust»            | 4:20     |  |
| 4.                | «Sometimes»                     | 1:53     |  |
| 5.                | «It Doesn't Matter Two»         | 2:50     |  |
| 6.                | «A Question of Time»            | 4:10     |  |
| 7.                | «Stripped»                      | 4:16     |  |
| 8.                | «Here is the House»             | 4:15     |  |
| 9.                | «World Full of Nothing»         | 2:50     |  |
| 10.               | «Dressed in Black»              | 2:32     |  |
| 11.               | «New Dress»                     | 3:42     |  |
| 12.               | «But Not Tonight»               | 4:15     |  |

Edición europea en CD
Contiene adicionalmente tres lados B, debido a que este formato era en aquella época una suerte de edición de lujo.

| Black Celebration |                                       |          |  |
| N.º               | Título                                | Duración |  |
| 1.                | «Black Celebration»                   | 4:55     |  |
| 2.                | «Fly on the Windscreen» (Final)       | 5:18     |  |
| 3.                | «A Question of Lust»                  | 4:20     |  |
| 4.                | «Sometimes»                           | 1:53     |  |
| 5.                | «It Doesn't Matter Two»               | 2:50     |  |
| 6.                | «A Question of Time»                  | 4:10     |  |
| 7.                | «Stripped»                            | 4:16     |  |
| 8.                | «Here is the House»                   | 4:15     |  |
| 9.                | «World Full of Nothing»               | 2:50     |  |
| 10.               | «Dressed in Black»                    | 2:32     |  |
| 11.               | «New Dress»                           | 3:42     |  |
| 12.               | «Breathing in Fumes»                  | 6:07     |  |
| 13.               | «But Not Tonight» (versión extendida) | 5:13     |  |
| 14.               | «Black Day»                           | 2:36     |  |

Edición en casete
Las correspondientes ediciones en casete reproducen el contenido del LP, mientras en las europeas aparecen con once temas, en las americanas son doce, incluso distribuidos por lados de la misma manera. Actualmente esta edición como el formato ya no se encuentra disponible.

## Créditos
Martin Gore - sintetizadores, guitarra y segunda voz; además canta los temas A Question of Lust, Sometimes, It Doesn't Matter two y World Full of Nothing, así como Black Day.
David Gahan - voz principal, excepto en Here is the House que canta a dueto con Gore.
Alan Wilder - sintetizadores, piano, arreglos, producción y programación.
Andrew Fletcher - sintetizador.
Daniel Miller - producción.
Gareth Jones - producción e ingeniería.
Richard Sullivan, London & Peter Schmidt - asistentes de ingeniería.
Tim Young - masterización.
Dave Allen con asistencia de Phil Tennant - grabación de Fly on the Windscreen.
Martyn Atkins, David A. Jones y Mark Higenbottam - portada y diseño.
Brian Griffin con asistencia de Stuart Graham - fotografía.

## Sencillos
- Stripped (solo para Europa)
- A Question of Lust
- A Question of Time
- But Not Tonight (solo para los Estados Unidos)

Stripped se publicó solo en Europa, con el tema But Not Tonight como lado B, sin embargo, Sire Records sí publicó Stripped en los Estados Unidos, al revés, como lado B de But Not Tonight. Es la única ocasión en que se ha publicado un mismo sencillo de DM en ambos lados del mundo de manera tan peculiar.
De cualquier modo del disco se desprendieron y siempre aparece solo con tres sencillos.
La versión de Stripped como sencillo es más corta; tiene un par de secciones editadas. La versión de A Question of Time como sencillo también difiere de la del álbum, en este es la llamada Remix; la mezcla es medianamente distinta y, de hecho, va a un tempo ligeramente más rápido, además la canción es también distinta en la versión americana del álbum pues se repite el efecto de entrada.
Adicionalmente, en América hubo una edición de A Question of Lust y A Question of Time como sencillo doble.
Lados B
Las canciones que originalmente quedaron fuera del álbum Black Celebration y aparecieron como lados B de los sencillos fueron Breathing in Fumes que es solo una serie de samplers de Stripped, así como Black Day que es una versión acústica de Black Celebration compuesta por Gore, Alan Wilder y Daniel Miller; y el instrumental Christmas Island, compuesto por Gore y Wilder.
Las dos primeras se incluyeron en la edición europea en CD del disco. Posteriormente Breathing in Fumes fue incluida en la colección Remixes 81··04 del año 2004, en donde es prácticamente la única canción que aparece en su versión original pues no es otra cosa que una mezcla.
En cuanto a But Not Tonight, se incluyó en los créditos de la película Modern Girls y se agregó de último momento en las ediciones americanas del álbum, por ello el booklet no contiene la letra. Posteriormente se incluyó en el segundo disco de la colección Videos 86>98 +. En la edición europea en CD también se incluyó But Not Tonight, pero en su versión extendida.
Christmas Island inicialmente solo estaba disponible en el disco sencillo A Question of Lust.

## Edición 2007
En 2007 el álbum Black Celebration se reeditó con todo el contenido de la versión original, lados B y canciones que originalmente quedaron fuera, en ediciones para formato de SACD y DVD, como parte de la reedición de todos los álbumes anteriores a Playing the Angel de 2005.
La reedición consistió en empatar todos los álbumes previos con Playing the Angel, el cual fue publicado en dos ediciones, una normal solo con el disco y otra acompañada de un DVD, y al igual que este la reedición americana contiene el álbum Black Celebration en CD acompañado del DVD mientras en la reedición europea aparece en formato SACD junto con el DVD, de cualquier modo el contenido en ambas ediciones es el mismo.
Adicionalmente el álbum se reeditó en su edición de CD, así como en disco de vinilo en ambos lados del mundo.

| Disco uno, SACD/CD |                                 |          |  |
| N.º                | Título                          | Duración |  |
| 1.                 | «Black Celebration»             | 4:55     |  |
| 2.                 | «Fly on the Windscreen» (Final) | 5:18     |  |
| 3.                 | «A Question of Lust»            | 4:20     |  |
| 4.                 | «Sometimes»                     | 1:53     |  |
| 5.                 | «It Doesn't Matter Two»         | 2:50     |  |
| 6.                 | «A Question of Time»            | 4:10     |  |
| 7.                 | «Stripped»                      | 4:16     |  |
| 8.                 | «Here is the House»             | 4:15     |  |
| 9.                 | «World Full of Nothing»         | 2:50     |  |
| 10.                | «Dressed in Black»              | 2:32     |  |
| 11.                | «New Dress»                     | 3:42     |  |

| Disco dos, DVD | |          |  |
| N.º            | Título | Duración |  |
| 1.             | «Depeche Mode 1985-86» (The Songs aren't Good Enough, There aren't any Singles and It'll Never Get Played on the Radio) | 57:40    |  |
| 2.             | «Black Celebration» | 4:55     |  |
| 3.             | «Fly on the Windscreen» (Final)                                                                                         | 5:18     |  |
| 4.             | «A Question of Lust» | 4:20     |  |
| 5.             | «Sometimes» | 1:53     |  |
| 6.             | «It Doesn't Matter Two»                                                                                                 | 2:50     |  |
| 7.             | «A Question of Time» | 4:10     |  |
| 8.             | «Stripped» | 4:16     |  |
| 9.             | «Here is the House» | 4:15     |  |
| 10.            | «World Full of Nothing»                                                                                                 | 2:50     |  |
| 11.            | «Dressed in Black» | 2:32     |  |
| 12.            | «New Dress» | 3:42     |  |
| 13.            | «Black Celebration» (en vivo en Birmingham, Inglaterra, en abril de 1986)                                               | 6:11     |  |
| 14.            | «A Question of Time» (en vivo en Birmingham, Inglaterra, en abril de 1986)                                              | 4:37     |  |
| 15.            | «Stripped» (en vivo en Birmingham, Inglaterra, en abril de 1986)                                                        | 6:34     |  |
| 16.            | «Shake the Disease» | 4:52     |  |
| 17.            | «Flexible» | 3:14     |  |
| 18.            | «It's Called a Heart»                                                                                                   | 3:51     |  |
| 19.            | «Fly on the Windscreen»                                                                                                 | 5:07     |  |
| 20.            | «But Not Tonight» | 4:19     |  |
| 21.            | «Breathing in Fumes» | 6:08     |  |
| 22.            | «Black Day» | 2:39     |  |
| 23.            | «Christmas Island» | 3:50     |  |

## The 12" Singles
Es una colección iniciada en 2018, con Speak & Spell y A Broken Frame, de todos los sencillos de DM, por álbum, en estricto orden cronológico, presentados en ediciones de lujo en formato de 12 pulgadas, que continuó ese mismo año con Construction Time Again y Some Great Reward. Posteriormente, se continuó con Black Celebration y Music for the Masses a mediados de 2019, pero Black Celebration presentado en cinco discos.
Pese a que la colección es en discos de 12 pulgadas, también se publicó y está disponible en streaming.
Stripped
| Lado A |                                    |          |  |
| N.º    | Título                             | Duración |  |
| 1.     | «Stripped» (Highland Mix)          | 6:41     |  |
| 2.     | «But Not Tonight» (Extended Remix) | 5:10     |  |

| Lado B |                                     |          |  |
| N.º    | Título                              | Duración |  |
| 1.     | «Breathing in Fumes»                | 5:10     |  |
| 2.     | «Fly on the Windscreen» (Quiet Mix) | 4:23     |  |
| 3.     | «Black Day»                         | 2:36     |  |

A Question of Lust
| Lado C |                               |          |  |
| N.º    | Título                        | Duración |  |
| 1.     | «A Question of Lust»          | 4:22     |  |
| 2.     | «Christmas Island» (Extended) | 5:39     |  |

| Lado D |                                        |          |  |
| N.º    | Título                                 | Duración |  |
| 1.     | «People Are People» (en vivo)          | 4:23     |  |
| 2.     | «It Doesn't Matter Two» (Instrumental) | 2:48     |  |
| 3.     | «A Question of Lust» (Minimal)         | 6:47     |  |

A Question of Lust
| Lado E |                                  |          |  |
| N.º    | Título                           | Duración |  |
| 1.     | «A Question of Lust» (Flood Mix) | 5:08     |  |
| 2.     | «Christmas Island»               | 4:50     |  |

| Lado F |                                 |          |  |
| N.º    | Título                          | Duración |  |
| 1.     | «If You Want» (en vivo)         | 5:16     |  |
| 2.     | «Shame» (en vivo)               | 4:13     |  |
| 3.     | «Blasphemous Rumours» (en vivo) | 5:30     |  |

A Question of Time
| Lado G |                                       |          |  |
| N.º    | Título                                | Duración |  |
| 1.     | «A Question of Time» (Extended Remix) | 6:39     |  |

| Lado H |                               |          |  |
| N.º    | Título                        | Duración |  |
| 1.     | «Black Celebration» (en vivo) | 5:58     |  |
| 2.     | «Something to Do» (en vivo)   | 3:50     |  |
| 3.     | «Stripped» (en vivo)          | 6:22     |  |

A Question of Time
| Lado I |                                     |          |  |
| N.º    | Título                              | Duración |  |
| 1.     | «A Question of Time» (New Town Mix) | 6:50     |  |
| 2.     | «A Question of Time» (Live Remix)   | 4:21     |  |

| Lado J |                                       |          |  |
| N.º    | Título                                | Duración |  |
| 1.     | «Black Celebration» (Black Tulip Mix) | 6:30     |  |
| 2.     | «More Than a Party» (Live Remix)      | 4:59     |  |

## Datos
- La voz que se escucha al principio de la canción '"Black Celebration" es Daniel Miller diciendo A Brief Period of Rejoicing... Black Celebration. En la primera parte, "Un breve período de regocijo", Miller interpreta a Winston Churchill en una frase que pronunciara en su primer mensaje al término de la Segunda Guerra Mundial. En conciertos esa parte, si se reproduce, se oye indistintamente al empezar o terminar la canción.
  - La idea original era usar un sampleo de la grabación con la voz del propio Churchill, pero no lo hicieron. La idea fue transmitir la idea de un breve receso, según confesó Gareth Jones.[11]
- La versión larga de "Stripped" fue realizada por Mark Ellis Flood, quien produjera los álbumes capitales de DM Violator en 1990 y Songs of Faith and Devotion en 1993. También realizó una remezcla del tema "A Question of Lust".
- La canción Black Day fue compuesta por Martin Gore, Alan Wilder y Daniel Miller. Fue la única ocasión que Miller llegó a colaborar en el grupo componiendo.
- En la versión americana del álbum, el tema "A Question of Time" fue mal masterizado, por lo que el efecto de entrada se repite.
- En la portada del disco se aprecian tulipanes rojos y al fondo un edificio; según los creadores de la portada, es un edificio italiano.
- Las tres primeras canciones, "Black Celebration", "Fly on the Windscreen" y "A Question of Lust", están continuadas entre sí como si fueran una sola pieza del álbum. Lo mismo sucede con "A Question of Time", "Stripped", "Here is the House" y "World Full of Nothing".
- La canción "Fly on the Windscreen" había sido producida en 1985, pero fue reducida a lado B por la censura, y los integrantes del grupo la consideraron tan buena que realizaron una nueva mezcla para incluirla en el álbum.
- El sampler de cuerdas de la canción "Here is the House" es la grabación de una guitarra corrida hacia atrás.
- El sonido que se escucha al inicio de la canción "Stripped" es el motor del Porsche de Dave Gahan al encenderse.
- El tema "Here is the House" solo se interpretó dos veces durante el Black Celebration Tour, posteriormente se retomó durante el World Violation Tour pero en una versión acústica.
- El tema "Sometimes" nunca llegó a ser interpretado en vivo.
- El tema "World Full of Nothing" se interpretó solo durante la gira World Violation Tour, pero en una versión "acústica", solo con guitarra. Para la gira Exciter Tour de 2001 se interpretó solo en el último concierto y también en acústico.
- El tema "Dressed in Black" se interpretó en conciertos hasta 2001 durante el Exciter Tour, pero en una versión acústica y cantada por Martin Gore, posteriormente se retomó en el Tour of the Universe en 2010 y el Memento Mori World Tour en el 2023 en la misma forma.
- Es el álbum que cuenta con más temas cantados por Martin Gore.
- En la portada posterior del booklet del disco está escrito "Life in the So-Called Space Age", es decir, vida en la llamada era espacial.
  - El grupo God Lives Underwater, tributarios declarados de DM, grabó en 1998 un álbum con ese título tomado de Black Celebration.
- "But Not Tonight" es el tema de DM que más tiempo demoró en hacer su aparición en conciertos, hasta 2013 durante el Delta Machine Tour, esto es, 27 años después de su publicación, solo de manera "acústica", con sintetizador en modo piano por Peter Gordeno y cantada por Martin Gore. Alan Wilder no llegó a interpretarlo en directo.

Contrario a lo que sugiere el título (Celebración Negra), el disco no es en su totalidad tendente al género de rock gótico, a excepción precisamente de la canción Black Celebration o del tema Dressed in Black que está dedicado a una muerta. En realidad el disco se caracteriza porque las canciones emulan distintos géneros, así A Question of Time es un tema industrial, World Full of Nothing es un tema minimalista, Here is the House es el tema bailable, A Question of Lust es la balada, etcétera.
En el disco aparecieron además temas de poco potencial comercial, en este caso canciones cortas de sonido experimental como Sometimes, It Doesn’t Matter Two, World Full of Nothing y Dressed In Black que sin embargo formaron parte del repertorio en concierto del grupo.
Sin embargo, el único factor común de todas las canciones es precisamente que se notan más pesarosas para lo que hasta aquel momento Depeche Mode había hecho; el álbum se distingue, pues, porqué en él el sonido es en general más “oscuro”. Paradójicamente, su segundo álbum, A Broken Frame de 1982, criticado por los propios miembros del grupo como un disco muy débil, había sido el primero en sentar las bases de una música más oscura, y en ese sentido es el antecedente más cercano de Black Celebration contra los dos anteriores álbumes, los cuales fueron de sonido industrial y de letras más pretenciosas.
Además de contener algunos temas muy poco comerciales, el álbum en general fue poco exitoso económicamente hablando, sobre todo después del suceso de Some Great Reward y su People are People, sin embargo normalmente se considera que en Black Celebration comienza el cenit creativo de Depeche Mode como banda de música, así como el inicio del tríptico que conforma junto con los álbumes Music for the Masses y Violator, con los cuales vendría siendo de los tres mejores álbumes del grupo. Aun así, el tema Stripped fue el sencillo desprendido más exitoso de la colección; los sencillos A Question of Lust y A Question of Time también lograron una relativa popularidad, mientras la propia Black Celebration se convertiría en una pieza fundamental de DM sin haber sido publicado como sencillo.
Sobre la decisión por parte de Sire Records de publicar Stripped en América como lado B, en lugar de como lado A, los propios integrantes se sentirían insatisfechos, después de todo Stripped fue el mayor éxito del álbum y ellos mismos verían la canción But Not Tonight como un tema inferior. Sire Records lo hizo sencillamente por qué la canción se incluyó en la secuencia de créditos de una película llamada Modern Girls, así que en ese momento había parecido mejor publicarla como lado A. No obstante Stripped logró popularizarse también en América y But Not Tonight obtuvo por lo menos una mucho mayor atención que la película en la que fue incluida. En realidad, de haber dado a conocer But Not Tonight por ejemplo en 1980, 82 u 84, en que pululaban éxitos tecnopop como Tainted Love de Soft Cell, muy probablemente se hubiese convertido con su romántico teclado en un gran éxito, fue más bien como un tema a destiempo. Evidentemente, los miembros de Depeche Mode no estuvieron satisfechos con ese tema solo porque le faltaba profundidad en la letra en una época en la que ellos manejaban una lírica más fuerte.
Como sea, But Not Tonight no desentona en el disco precisamente por la diversidad con que está conformado, de hecho es una muestra de cómo podían hacer una buena melodía en menos de un día, el tiempo en el que fue grabada.
Otras canciones producto de las primeras grabaciones y que quedaron fuera de Black Celebration, fueron Shake the Disease, la cual se dio a conocer un año antes en una compilación de sencillos previa; así como Flexible y el tema It's Called a Heart.
La primera, Shake the Disease, se convertiría en una canción muy exitosa, de hecho es el sencillo no correspondiente a álbum de estudio más conocido de Depeche Mode; por su parte Flexible es un tema ligero en donde satirizan su propia condición como banda de éxito, mientras It's Called a Heart fue un tema menor. Por otro lado, la canción Fly on the Windscreen, presentada como lado B de It's Called a Heart, que originalmente iba a ser el lado A, pero fue censurada por su letra, sería revalorada como una mejor canción, así que se le realizó una nueva mezcla para hacerle justicia incluyéndola en Black Celebration.
A partir de Black Celebration, Depeche Mode se convertiría en un grupo de música sintetizada con esa extraña tendencia al gótico propio del género Dark Wave, y todos sus álbumes posteriores siguieron con mayor o menor cercanía ese estilo, lo cual en particular fue evidente en el álbum Violator de 1990. La importancia del disco dentro de la trayectoria del grupo fue que también presentó un cambio estilístico, pues de dos discos meramente industriales pasaban a experimentar con géneros.

## Canción por canción
Black Celebration abre y da nombre al disco que mostrara un marcado cambio en el sonido de Depeche Mode. La canción revela cierto conocimiento de Martin Gore sobre religiones arcanas con su llamado a “celebrar el hecho de que hemos visto pasar otro negro día”. La base melódica principal es prácticamente la misma del conocidísimo tema Tubular Bells de Mike Oldfield, utilizado a su vez en la película de terror El Exorcista, solo que ejecutada con el característico teclado de notas graves de Wilder con el objetivo de darle esa calidad de siniestro a la canción, lo cual si bien puede ser visto como falta de originalidad, funciona para mostrar su tendencia. Black Celebration es una de las canciones más exitosas de Depeche Mode que paradójicamente no fue lanzada como promocional, excepto por una versión en vivo que apareció como lado B del disco sencillo A Question of Time del mismo álbum. Aparentemente un simple tema subestimado por la propia banda, Black Celebration es la proclama de Depeche Mode a alterar su propio camino optando por la senda oscura con la que solo habían coqueteado en el pasado y en la cual se quedarían irremediablemente metidos para toda su obra posterior.
Fly on the Windscreen fue grabada un año antes del lanzamiento del álbum, producto de sus primeras sesiones de lo que acabaría siendo la colección Black Celebration, pero se publicó como lado B del sencillo It's Called a Heart todavía en 1985 para una recopilación de ese año, lo cual fue visto por el grupo, principalmente por Alan Wilder, como una pésima decisión, pues consideraron que la canción era tan buena que debía haber aparecido en el disco sencillo pero como el lado A, mientras It's Called a Heart había demostrado ser una canción inferior en calidad y respuesta del público, por ello se le realizó una nueva mezcla para incluirla en Black Celebration, la cual de hecho no difiere tanto de la versión original, excepto por más efectos añadidos. Es un tema rítmico, con una letra cadenciosa, provocativa y muy sensual.
A Question of Lust es la primera balada del álbum, cantada por Martin Gore, totalmente electrónica, explícita pero a la vez muy sensible y emocional. Es un llamado lujurioso y exuberante a la pareja al amor incondicional y a estar juntos que no obstante no pierde en ningún momento la ternura por lo que muchos lo ven como uno de los líricamente más logrados del álbum y por lo que se volvería fundamental dentro de la promoción del mismo. Destaca la base sintética con la que está hecha, con un efecto de percusión claro y fuerte logrando una musicalización pasional, y sin embargo tan dulce como la propia letra.
Sometimes es otro tema cantado por Gore, y prácticamente la primera experiencia de DM con el góspel, lo cual sentaría las bases para un importante disco posterior, Songs of Faith and Devotion de 1993. Así que en su simplicidad, Sometimes sentó en mucho la pauta para la futura música de DM.
It Doesn't Matter Two es el tema meramente experimental del disco, cantado por Gore. Es una canción que al contrario de otras de su carrera presenta un ritmo que en lugar de hacerse cada vez más rápido va volviéndose hacia su conclusión más lento. La musicalización es de un desconcertante sonido electrónico. En los últimos años la canción se ha agregado a su repertorio en concierto donde es tocada con un mucho más sencillo efecto de piano.
A Question of Time es una función aun muy industrial, con algo de la vertiginosidad de temas de pasados discos. Es una canción sobre el temor de los padres de perder el control sobre la vida de sus hijos (en este caso cuenta la historia de un hombre que advierte a su hija de 15 años sobre el peligro que representan los hombres como él). La musicalización es básicamente industrial, con una base apresurada plasmando esa idea de tiempo que se acaba.
Stripped es el tema más conocido de Black Celebration. Presentado como una función hecha con una base minimalista, es en realidad uno de los más fuertes no solo del disco sino de toda su carrera, con una letra explícita y provocativa aunque en realidad sea esencialmente una canción de amor, así como una contundencia musical que en ese momento aún no se esperaba de ellos. El tema está todavía muy endeudado con su previo sonido eminentemente industrial aunque con característicos agregados como el sampleo de guitarra, un efecto más claro de percusión y hasta la desconcertante entrada del motor de un coche encendiéndose. Stripped es ciertamente el tema más significativo de la colección, solo junto con la propia Black Celebration.
Here is the House es el tema bailable del álbum, aunque realizado técnicamente de manera más innovadora; es conocida la anécdota de que el sampler de cuerdas es la grabación de una guitarra pero corrida al revés. A diferencia de los pasados temas bailables, la letra es más bien dulce, tierna y sin provocaciones, lo cual la vuelve una de las más tranquilas de la colección.
World Full of Nothing es el último tema cantado por Gore. Es un tema sobre la inocencia de la primera experiencia, ya sea sexual o incluso emocional, lo cual lo vuelve el más tierno del disco. La musicalización es por completo electrónica, por lo que es también de lo más sintético de la colección.
Dressed in Black es otro tema muy oscuro, parecido al propio Black Celebration, y de hecho aún más cercano al gótico pues la letra está claramente dedicada a una persona muerta, lo cual lo hace oírse como una especie de experimento morboso dentro del álbum. La música es discreta y opta más por su extraña lírica.
New Dress es un tema bastante crítico en su letra, que hace un recuento de las noticias más impactantes que aparecen en los periódicos en contraste con la banalidad de la primera plana de un tabloide con su estribillo repitiendo “Princess Di is Wearing a New Dress”, o “la Princesa Diana está estrenando un nuevo vestido”, esto es, confrontar la frivolidad de las noticias de primera plana con acontecimientos de descomposición social. Por el mismo motivo el tema seguramente no volverá a ser tocado en el escenario dada la penosa muerte de Lady Di. La canción es también un ejercicio electrónico bailable con la voz distorsionada de Gahan en los estribillos, efecto que muchos años después sería capitalizado por los músicos del género.
But Not Tonight aunque fue visto como un tema menor por la propia banda, conserva sus propias anécdotas como el hecho de haber sido grabado en un solo día. La letra si bien simplona, alegre y sin complicaciones es una buena demostración del nivel al cual ya estaba Depeche Mode en esa época. Aunque los propios integrantes hayan hecho comentarios poco halagüeños de ella, en América logró una razonable buena acogida, además es por ello una demostración de lo que eran capaces de hacer en un solo día.
Black Day es una suerte de mini versión de Black Celebration basada en un acordeón que lo aproxima a un sonido experimental mientras la voz de Martin Gore se diluye con algo que pareciera ser una letra sombría y siniestra. La combinación de voz y sonido, que se acerca a las formas de folktrónica, juegan con el hecho de fundirse en uno solo, para convertirse en un nuevo canto pagano que llamara al mal.
Christmas Island empleado como introducción en los conciertos de la correspondiente gira, comienza como una marcha festiva, para después tornarse siniestra al empezar una base de percusión emparentada aún con la época más industrial del grupo, la cual llega a ser bastante dramática en sus movimientos. El título pareciera bastante cínico al no plantearse como un tema de Navidad, sino como un tema más bien cercano a la calidad de un filme de terror.
Breathing in Fumes para el último tema de DM que tuvo versión corta y versión larga, Stripped, también marcó el inicio de los remixes, las remezclas, en este caso una reinvención sentada solo sobre un par de notas del tema, convirtiéndola en una reinterpretación brusca y mecanizada con una voz robotizada que recarga su carácter de remix, aunque pierde la naturaleza esencialmente industrial del tema original. Es como si se planteara el primer verdadero remix de un tema de DM.
Shake the Disease es una balada romántica y dramática, recargada en su melodía sintética que resuena en tristeza. Llevada a cabo en las primeras sesiones de grabación de lo que terminaría siendo la colección Black Celebration, no es un tema que forzosamente entrara en el sonido tan oscuro de la misma, fue más bien una suerte de canción transitoria y uno de los temas sueltos más exitosos de DM, llegando hasta la etapa tardía del grupo. Es una balada construida a partir de su sonido electro industrial, con tonos acompasados sobre las tuberías y una letra sobre amor, desamor y sacrificio, cuando se llega al punto de hacer una súplica para abatir una enfermedad, la del afecto.
Flexible es una función experimental en que se antojaban los primeros coqueteos de DM con los ritmos norteamericanos más campiranos, una letra ligera y divertida, esencialmente bailable. Recuerda en su forma básica a un tema de country, aunque en la letra seguían haciendo también una mordaz denuncia sobre los excesos de la fama.
It's Called a Heart el tema que debía haber sido originalmente lado B, termina siendo una divertida balada en tono de tema bailable sobre el sufrimiento del amor. Realizada con efectos sintéticos de teclado y una caja de ritmos discreta, también prefiguraba los temas bailables que comenzaron a dominar la propuesta de DM desde la colección Black Celebration, con un poco menos candidez, melodías más rutilantes y una retórica tanto más atrevida. El conjunto de sus elementos es en una sola pieza, sin cambios de movimientos bruscos y una notación media baja.

## Lista de posiciones
| Lista de canciones (1986)    | Mejor posición | Certificación | Ventas     |
| ---------------------------- | -------------- | ------------- | ---------- |
| Lista de álbumes australiana | 26             |               | 25,000+    |
| Francia                      |                |               | 250,000+   |
| Lista de álbumes alemana     | 2              | Platino       | 675,000+   |
| Italia                       |                |               | 185,000+   |
| Holanda                      | 36             |               | 35,000+    |
| España                       |                |               | 55,000+    |
| Lista de álbumes sueca       | 5              |               | 85,000+    |
| Lista de álbum suiza         | 1              |               | 70,000+    |
| UK Albums Chart              | 4              | Plata         | 175,000+   |
| US Billboard 200             | 90             | Oro           | 850,000+   |
| Ventas en Europa             |                |               | 1,680,000+ |
| Ventas mundiales             |                |               | 4,400,000+ |